# Бодун Всеволод Ростиславович
Все́волод Ростисла́вович Боду́н (1980—2023) — український військовослужбовець, учасник російсько-української війни, нагороджений орденом Богдана Хмельницького ІІІ ступеня.

## Життєпис
Народився Всеволод 30 грудня 1980 року в місті Борзна. Навчався у Борзнянській середній школі. Вищу освіту здобув у Національному університеті «Чернігівська політехніка». Згодом став студентом Національного університету «Чернігівський колегіум».
З лютого 2019 року Всеволод працював тренером-викладачем спеціалізованої дитячо-юнацької школи олімпійського резерву з футболу.
На початку повномасштабного вторгнення Всеволод здійснював активно волонтерив, разом із товаришами вивезли з Чернігова понад 600 цивільних.
Після деокупації у квітні 2022 повернувся до тренерської діяльності. До лав ЗСУ потрапив наприкінці 2022 року. Службу ніс на посаді командира взводу вогневої підтримки.
Загинув 16 листопада 2023 в Донецькій області.

## Нагороди
- Орден Богдана Хмельницького ІІІ ступеня[3].